# Kurub
Kurub (jiný přepis: Kurub Terara, italsky Monte Corub) je menší štítová sopka z období holocénu, nacházející se přibližně ve středu spojnice mezi sopkami Hararu Terara a Borawli v Etiopii. Stavba sopky je tvořena převážně čedičovými horninami. S výjimkou pozorované fumarolické aktivity v 30. letech 20. století není doložena žádná sopečná aktivita tohoto vulkánu.